# Ган Георгій Станіславович
Ган Георгій Станіславович (нар. 9 квітня 1902, м. Череповець, Вологодська обл., РФ – квітень 1964) – гігієніст, епідеміолог, доктор медичних наук, професор.

## Життєпис
Г. С. Ган народився у дворянській сім’ї, закінчив реальне училище.  У 1921–1926 рр. навчався в 1-му Ленінградському медичному інституті імені академіка І. П. Павлова. Працював у виші який закінчив, на кафедрі загальної гігієни та на кафедрі фізіології інституту фізичної культури ім. П. Ф. Лесгафта. Влітку 1930 р. переїхав до Магнітогорська де працював на посадах районного лікаря фізкультури й санітарного лікаря. У серпні 1932 р. повернувся до Ленінграда. 1932–1936 рр. працював асистентом кафедри фізіології в НДІ фізичної культури ім. П. Ф. Лесгафта та одночасно впродовж жовтня 1932 р. – лютого 1940 р. – асистентом кафедри загальної і військової гігієни 1-го Ленінградського медичного інституту імені академіка І. П. Павлова. 
У 1939 р. Г. С. Ган захистив дисертацію на ступінь доктора медичних наук в 1-му Ленінградському медичному інституті імені академіка І. П. Павлова на тему «Бактерицидное действие различных препаратов серебра и их значение для обезвреживания питьевой воды».
У 1940 р. Георгій Станіславович приїхав до Вінниці. З 20 лютого 1940 р. до 15 липня 1941 р. працював завідувачем кафедри загальної гігієни і епідеміології Вінницького медичного інституту.         
Під час нацистської окупації міста Г. С. Ган працював завідувачем кафедри гігієни, одночасно – завідувачем навчальної частини Вінницького медичного інституту. З 20 жовтня 1942 р. до 1 жовтня 1943 р. Георгій Станіславович виконував обов’язки директора Вінницького медичного інституту. Одночасно з липня 1941 р. до 20 березня 1944 р. він працював старшим лікарем міста (завідувачем відділу охорони здоров’я Вінницької міської управи), надавав медичну допомогу цивільному населенню.
22 березня 1944 р. Г. С. Ган був заарештований Вінницьким УНКВС за статею 54-1 *а* КК УРСР. 16 вересня 1944 р. – звільнений з-під варти.
З 18 вересня 1944 р. до 1 січня 1948 р. Георгій Станіславович працював завідувачем санітарно-гігієнічного відділення Вінницької обласної санітарно-епідеміологічної станції.  
З грудня 1946 р. до липня 1950 р. виконував обов’язки завідувача кафедри загальної гігієни Вінницького медичного інституту.  
У серпні 1950 р. Г. С. Ган переїхав у Луганськ, де працював завідувачем санітарно-бактеріологічної лабораторії. На базі обласної санітарно-епідеміологічної станції організував та очолив обласне наукове товариство гігієністів, епідеміологів, мікробіологів та інфекціоністів; був головою організаційного бюро товариства гігієністів Луганської області.
У червні 1954 р. був переведений в м. Київ старшим науковим співробітником, завідувачем лабораторії НДІ комунальної гігієни.
У 1958 р. очолив новостворену кафедру загальної гігієни Луганського медичного інституту.
Георгій Станіславович – автор численних експериментальних науково-дослідних праць з питань загальної гігієни, гігієни фізичної культури і фізіології, які актуальні й нині, мають неминуще значення для розвитку профілактичної медицини.